# Coupe du monde d'échecs 2000
Navigation
Coupe du monde d'échecs 2002
La Coupe du monde d'échecs 2000 est la 1ère coupe du monde d'échecs organisée par la Fédération internationale des échecs (FIDE). Elle fut disputée du 1er septembre au 13 septembre 2000 à Shenyang, en Chine. Le tournoi était organisé par la FIDE et la Fédération chinoise des échecs.
Viswanathan Anand a battu Evgeny Bareïev en finale pour remporter le titre et un prix en espèces de 50 000 $.

## Format
Les 24 joueurs ont été divisés en quatre groupes de six joueurs. Chaque joueur jouant une fois contre les joueurs de son groupe. Les deux premiers de chaque groupe sont qualifiés pour les quarts de finales. Dès les quarts de finale, chaque match à élimination directe se composait de deux parties. En cas d'égalité, des parties à cadence rapide étaient jouées pour désigner le vainqueur du match. 

## Participants
Tous les joueurs sont des grands maîtres sauf indication contraire.
| N° | Féd. | Joueur                | Elo  |
| -- | ---- | --------------------- | ---- |
| 1  |      | Viswanathan Anand     | 2762 |
| 2  |      | Alexander Morozevich  | 2719 |
| 3  |      | Vassily Ivanchuk      | 2702 |
| 4  |      | Evgeny Bareev         | 2702 |
| 5  |      | Peter Svidler         | 2689 |
| 6  |      | Boris Guelfand        | 2681 |
| 7  |      | Nigel Short           | 2677 |
| 8  |      | Alexey Dreev          | 2676 |
| 9  |      | Zurab Azmaiparashvili | 2673 |
| 10 |      | Ye Jiangchuan         | 2670 |
| 11 |      | Xu Jun                | 2668 |
| 12 |      | Alexander Khalifman   | 2667 |

| N° | Pays | Joueur                     | Elo  |
| -- | ---- | -------------------------- | ---- |
| 13 |      | Mikhaïl Gourevitch         | 2667 |
| 14 |      | Sergei Movsesiann          | 2657 |
| 15 |      | Vladislav Tkachiev         | 2657 |
| 16 |      | Alexei Fedorov             | 2646 |
| 17 |      | Boris Gulko                | 2643 |
| 18 |      | Zhang Zhong                | 2636 |
| 19 |      | Gilberto Milos             | 2633 |
| 20 |      | Ruslan Ponomariov          | 2630 |
| 21 |      | Pavel Tregubov             | 2620 |
| 22 |      | Aleksej Aleksandrov        | 2591 |
| 23 |      | Aimen Rizouk (MI)          | 2350 |
| 24 |      | Mohamed Tissir (non titré) | 2342 |

Les points Elo sont conformes à la liste de classement mondial de la FIDE de juillet 2000

## Calendrier
| Ronde            | Dates             |
| ---------------- | ----------------- |
| Phase de Groupe  | 1-5 septembre     |
| Quart de finales | 7 & 8 septembre   |
| Demi-finales     | 9 & 10 septembre  |
| Finale           | 12 & 13 septembre |

## Phase de groupes
Neuf des 10 meilleures têtes de série ont terminé les phases de groupes avec un score plus ou égal - la seule exception, Alexander Morozevich, s'est écrasée du tournoi avec un seul point en 5 matchs. Le Champion du Monde FIDE en titre Alexander Khalifman a également subi une performance décevante, avec des pertes contre Anand et Gelfand. Le cheval noir du tournoi était Gilberto Milos, 19e tête de série, un grand maître d'échecs brésilien et cinq fois champion sud-américain d'échecs. La victoire bouleversée de Milos sur Morozevich le propulserait au sommet du groupe A, et finalement, en demi-finale de la Coupe du monde. La tête de série de chacun des autres groupes s'est qualifiée pour les quarts de finale.
| Group A               | Pts. | Group B            | Pts. | Group C          | Pts. | Group D             | Pts. |
| --------------------- | ---- | ------------------ | ---- | ---------------- | ---- | ------------------- | ---- |
| Gilberto Milos        | 3½   | Ye Jiangchuan      | 3½   | Evgeny Bareev    | 3½   | Viswanathan Anand   | 3½   |
| Zurab Azmaiparashvili | 3    | Vassily Ivanchuk   | 3    | Sergei Movsesian | 3    | Boris Gelfand       | 3    |
| Boris Gulko           | 2½   | Nigel Short        | 3    | Peter Svidler    | 3    | Vladislav Tkachiev  | 3    |
| Alexey Dreev          | 2½   | Mikhaïl Gourevitch | 2    | Zhang Zhong      | 2½   | Pavel Tregubov      | 2½   |
| Aleksej Aleksandrov   | 2½   | Xu Jun             | 2    | Alexei Fedorov   | 2    | Alexander Khalifman | 2    |
| Alexander Morozevich  | 1    | Ruslan Ponomariov  | 1½   | Aimen Rizouk     | 1    | Mohamed Tissir      | 1    |

## Matchs à élimination directe
Anand, tête de série n ° 1 du tournoi jusqu'alors sans problème, a franchi le quart de finale contre son rival de longue date Vassily Ivanchuk. Mais Boris Gelfand a lancé un défi à Anand en demi-finale, et le match n'a été réglé qu'à un match de blitz à mort subite. Dans l'autre moitié de la fourchette, Bareev a abandonné le premier match mais a réussi à gagner son match de quart de finale contre Azmaiparashvili avant d'affronter un Gilberto Milos implacable en demi-finale. Bareev a finalement dépassé le Brésilien, éliminant les deux matchs classiques avant de remporter les premières éliminatoires rapides grâce à une gaffe pénible (79. Nd5 ??) de Milos qui lui a coûté sa reine et le match.
|  | Quarts de finale | Quarts de finale  | Quarts de finale |               |                       | Demi-finales      | Demi-finales | Demi-finales |  |  | Final | Final             | Final |
|  |                  |                   |                  |               |                       |                   |              |              |  |  |       |                   |       |
|  | D1               | Viswanathan Anand | 1½               |               |                       |                   |              |              |  |  |       |                   |       |
|  | B2               | Vassily Ivanchuk  | ½                |               |                       |                   |              |              |  |  |       |                   |       |
|  | B2               | Vassily Ivanchuk  | ½                |               | D1                    | Viswanathan Anand | 3½           |              |  |  |       |                   |       |
|  |                  |                   |                  |               | D1                    | Viswanathan Anand | 3½           |              |  |  |       |                   |       |
|  |                  | D2                | Boris Gelfand    | 2½            |                       |                   |              |              |  |  |       |                   |       |
|  | D2               | D2                | Boris Gelfand    | 2½            | Boris Gelfand         | 2½                |              |              |  |  |       |                   |       |
|  | D2               |                   |                  |               | Boris Gelfand         | 2½                |              |              |  |  |       |                   |       |
|  | B1               | Ye Jiangchuan     | 1½               |               |                       |                   |              |              |  |  |       |                   |       |
|  |                  |                   |                  |               |                       |                   |              |              |  |  | D1    | Viswanathan Anand | 1½    |
|  |                  |                   | C1               | Evgeny Bareev | ½                     |                   |              |              |  |  |       |                   |       |
|  | C2               | Sergei Movsesian  | 2                |               |                       |                   |              |              |  |  |       |                   |       |
|  | A1               | Gilberto Milos    | 3                |               |                       |                   |              |              |  |  |       |                   |       |
|  | A1               | Gilberto Milos    | 3                |               | A1                    | Gilberto Milos    | 1½           |              |  |  |       |                   |       |
|  |                  |                   |                  |               | A1                    | Gilberto Milos    | 1½           |              |  |  |       |                   |       |
|  |                  | C1                | Evgeny Bareev    | 2½            |                       |                   |              |              |  |  |       |                   |       |
|  | A2               | C1                | Evgeny Bareev    | 2½            | Zurab Azmaiparashvili | 1½                |              |              |  |  |       |                   |       |
|  | A2               |                   |                  |               | Zurab Azmaiparashvili | 1½                |              |              |  |  |       |                   |       |
|  | C1               | Evgeny Bareev     | 2½               |               |                       |                   |              |              |  |  |       |                   |       |

### Finale
Le premier match de la finale de la Coupe du monde entre Viswanathan Anand et Evgeny Bareev s'est déroulé à égalité après 33 coups. Dans le deuxième match, Anand - jouant le côté blanc de la défense française - a sacrifié l'échange contre deux pions pour gagner un léger avantage. Mais le sort de Bareev n'a été scellé qu'à partir de 36 ans ... Re8 ?? - une erreur choquante qui a donné à Anand une position complètement gagnante 
| Name                    | Rating | 1 | 2 | Total |
| ----------------------- | ------ | - | - | ----- |
| Viswanathan Anand (IND) | 2762   | ½ | 1 | 1½    |
| Evgeny Bareev (RUS)     | 2702   | ½ | 0 | ½     |